# Yanwath and Eamont Bridge
Yanwath and Eamont Bridge est une paroisse civile de Cumbria, située dans le nord-ouest de l'Angleterre.